# Bulbophyllum fraudulentum
Bulbophyllum fraudulentum là một loài phong lan thuộc chi Bulbophyllum.